# Herbert Blöcker
Herbert Blöcker (n. 1 ianuarie 1943, Fiefharrie⁠(d), Schleswig-Holstein, Germania – d. 15 februarie 2014, Elmshorn, Schleswig-Holstein, Germania) a fost un sportiv ce a reprezentat Germania, medaliat olimpic. A participat la 3 ediții ale Jocurilor Olimpice (1976, 1992, 1996) în care a câștigat două medalii de argint și o medalie de bronz.